# Arhuacos
Les Arhuacos sont une ethnie indigène de la Colombie. Ce peuple est concentré au nord de la Colombie dans la Sierra Nevada de Santa Marta, massif montagneux de la cordillère des Andes.
Les Arhuacos sont issus de la culture tayrona. Leur langue, l'arhuaco, appartient à la filiation des langues chibchanes, de la famille des langues amérindiennes.
Peuple d'agriculteurs et d'artisans, avec une organisation traditionnelle « politico-religieuse », les Arhuacos sont profondément pacifistes. Ils sont cependant souvent impliqués, contre leur gré, dans les conflits dont la Sierra Nevada de Santa Marta est le théâtre.

## Autres dénominations
Le peuple Arhuaco est aussi appelé : Ica, Ika, Ike, Ijka, Aruaco, Bintucua, Bintuka.

## Répartition géographique
Les Arhuacos sont concentrés dans la Sierra Nevada de Santa Marta, principalement dans les départements de Magdalena, au nord de la Colombie, et de Cesar, au nord-est de la Colombie.

## Population
En 2005, le DANE (Censo Nacional de Población) dénombre 22 134 Arhuacos. Une autre source indique, en 2014, le nombre de 27 000 indigènes arhuacos.

## Langues
La langue de ce peuple est l'arhuaco,  dont l'écriture se décline en alphabet latin. L'arhuaco appartient à la filiation des langues chibchanes.
Une partie de la population est monolingue. L'espagnol est principalement parlé par les hommes ainsi que par les jeunes Arhuacos d'âge scolaire.

## Histoire
Les Tayronas, peuple bâtisseur contemporain des Incas, et ascendants des Arhuacos, ont vécu dans une paix relative avec leurs vainqueurs pendant les soixante-dix premières années suivant la conquête espagnole, puis se sont rebellés. La rébellion a été écrasée et les Tayronas ont fui dans la Sierra Nevada de Santa Marta afin de reconstituer leur société.
Les Arhuacos, considérés comme les premiers habitants de La Guajira, en ont été chassés par les Wayuu ou Guajiros. Mais les Wayuu se méfient d'eux car ils leur attribuent des pouvoirs, telle la maîtrise de la magie et du surnaturel.
Dans la Nouvelle Géographie universelle, le géographe et écrivain français Élisée Reclus (1830-1905) pose la question de « l'origine de ces Arhuacos, dont le nom coïncide avec celui d'une grande famille de peuples indigènes dans les Guyanes, au Venezuela et au Brésil ? Appartiennent-ils à la même race et descendraient-ils de fugitifs [...] ».
Dans le Bulletin (1985) de la Société suisse des Américanistes (en allemand : Schweizerische Amerikanisten-Gesellschaft), édité par le Musée d'ethnographie de Genève, on peut lire : « Il s'agit, en bref, d'un ethnocide pur et simple puisque l'objectif principal n'est autre que de faire disparaître le peuple, la culture et l'identité arhuaco. Face à cette emprise dévastatrice, les Arhuacos commencent la longue et pénible marche [...] ».
Depuis les années 1980, les Arhuacos dénoncent les exactions opérées sur leur territoire par les guérilleros et les militaires. La Sierra Nevada de Santa Marta est le théâtre de violents affrontements entre l'armée, la guérilla d'extrême gauche et les groupes paramilitaires d'extrême droite. On compte de nombreuses victimes parmi les indigènes impliqués, malgré eux, dans ces conflits.
Le 12 décembre 1990, trois leaders arhuacos, Luis Napoleón Torres, ex-gouverneur des Arhuacos, Hugues Chaparro, autorité de la zone orientale, et Angel María Torres, secrétaire général de l'organisation ethnique sont assassinés. Ils se rendaient à Bogota afin de s'entretenir avec les candidats indiens aux élections à l'Assemblée constituante colombienne et sont arrêtés par une milice armée.
Peuple profondément pacifiste, les Arhuacos subissent, entre 2000 et 2006, des enrôlements forcés, des vols et des menaces.
Le 8 novembre 2012, le gouverneur Rogelio Mejía échappe à un attentat dans lequel sa voiture a été criblée d'une quarantaine de balles.

## Situation politique

### Organisation politique et autorités indigènes
Les Arhuacos se sont organisés, avec trois autres peuples, distincts mais apparentés, vivant sur les versants de la Sierra Nevada de Santa Marta, les Kogis, les Wiwas et les Kankuamos, en mouvements politiques importants pour défendre leurs droits.
L'organisation politique représentative du peuple arhuaco est la Confédération indigène Tayrona (CIT) (en espagnol : Confederación Indígena Tayrona).
L'organisation politique Gonawindúa Tayrona (OGT), fondée par les mamos (les prêtres ou sages) des peuples arhuaco, kogi et wiwa le 21 janvier 1987 afin de défendre leurs intérêts face à l'augmentation des pressions occidentales, est leur porte-parole. Le Gonawindúa Tayrona envoie des délégations à Bogota afin de rencontrer des ministres et des fédérations des droits de l'homme. La juridiction et la compétence de l'OGT représentent 60 villages indigènes, dont 28 villages arhuacos, et couvrent une superficie de 428 432 hectares.
L'organisation Wiwa Yugumayun Bunkwanarwa (OWYB) représente le peuple wiwa et l'organisation indigène Kamkwamo (OIK) le peuple kankuamo.
La traduction du terme "autorités indigènes" confirme, dans différentes langues indigènes, « l'impact de la nature et du degré de relation qu'entretient le groupe ethnique avec la société majoritaire. » Ces traductions en arhuaco et en wayuu « se construisent toutes deux sur l'idée d'"autorité du vieux" et induisent la notion de respect. ».

### Entités territoriales indigènes
En 1995, la Constitution de la Colombie crée les Entités territoriales indigènes (ETI) pour les communautés indiennes. Comme les départements, ces entités doivent jouir d'une certaine autonomie. « Une entité territoriale indigène inclut [...] les zones qu'habite la communauté mais aussi les territoires que celle-ci, à l'aune de sa cosmovision, considère comme sacrés ainsi que ceux dont elle a besoin pour maintenir sa culture et ses traditions ».
Selon le décret de Loi 2164 de 1995, dans la Sierra Nevada de Santa Marta, les territoires des groupes Arhuaco, Kogi, Wiwa et Kankuamo sont situés sur trois départements : Cesar, Magdalena et La Guajira. Mais, à cause de son manque de clarté, ce projet est rejeté tant par le gouvernement que les peuples indigènes. Ces derniers ayant « une conception extensive du territoire, liée au cosmos et à la nature », quel territoire couvrirait cette entité ?

### Soutiens institutionnels et associatifs
En novembre 2006, les associations "Tiens bon la pente" et "Tierra viva", ont organisé à Lyon une soirée de solidarité pour les Arhuacos qui « sont obligés de fuir les zones de combat et se voient contraints à se déplacer toujours plus haut dans les montagnes où les terres ne sont pas fertiles et où leur situation est de plus en plus précaire. » Cette soirée comportait, entre autres, la présentation d'un film produit par les Arhuacos : Aracataca, la Rivière de l'Entendement, exprimant leur vision du monde[source insuffisante].
Le Centre québécois de formation pour les jeunes en matière de droits humains (CQF), Jwawika, association suisse, la Confederación Indígena Tayrona et les Arhuacos ont collaboré à un projet de solidarité internationale, soit la mise en place d'une formation de dix jours, en juillet 2012, destinée à une vingtaine de jeunes Arhuacos. Cette formation avait pour but de renforcer les capacités d'actions de jeunes leaders auprès de leur peuple « en leur donnant des outils pour œuvrer dans la défense de leur communauté et dans la diffusion de leurs savoirs ancestraux », avec la présence d'intervenants, professeurs de l'université du Rosaire (Bogota) et de l'université d'Antioquia (Medellín)[réf. nécessaire].

## Religion, croyances et rituels

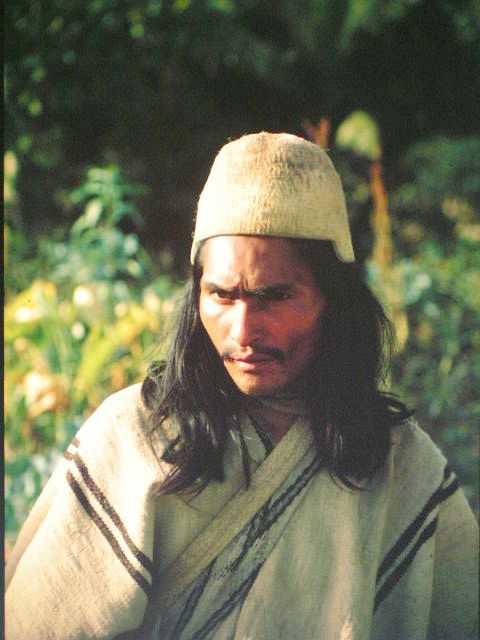
Arhuaco à Nabusimake, le centre spirituel du peuple

Pour les indigènes, la Sierra Nevada de Santa Marta représente le "cœur du monde" et maintient l'équilibre spirituel et écologique de toute la planète. Elle serait entourée d'une ligne noire invisible reliant les sites sacrés de leurs ancêtres et délimitant leur territoire (cette ligne noire est reconnue par l'État et stipulée dans sa résolution no 00002 de 1973). La nature, qu'ils glorifient lors de rituels religieux dans les clairières des forêts, aurait pour créateurs plusieurs pères et mères. Les prêtres, ou sages, très influents aussi dans leur organisation politique, sont appelés les mamos.
Les Arhuacos ont créé quatre centres cérémonials qui se présentent sous la forme de petits villages où se dressent des huttes. Les mamos, respectés par les autochtones en tant que savants, médecins et astrologues, en sont les chefs spirituels et y consultent le monde astral et le monde spirituel car « des champs magnétiques puissants circulent entre les différents monts de la Sierra Nevada de Santa Marta. ». Les Arhuacos célèbrent leurs cérémonies et fêtes en des lieux sacrés où ils ne laissent aucun visiteur pénétrer. Les armes y sont interdites, bien que la Sierra Nevada de Santa Marta soit une « zone de guerre ».
Le sommet d'une montagne de 3 000 m, l'Inarwa, est occupé par des militaires depuis les années 1980. Le Ministère de la Défense a installé sur cette hauteur une base de l'armée colombienne au grand détriment des Arhuacos. Ce massif est le « père du maïs », le maïs étant la base de l'alimentation des habitants de la Sierra Nevada de Santa Marta. Les mamos ne peuvent plus y réaliser un rituel consistant à déposer une offrande destinée à la divinité qui garantit la santé de leurs cultures de maïs.
Ce peuple, qui est en perpétuel mouvement, « incarne l'équilibre des sols et des climats, de la pluie et de la poussière, de la roche et des eaux. ». Leur émissaire à Genève, au cours de l'été 2010, le dirigeant Asdrubal Torres, décrivait ainsi les déplacements des Arhuacos : « Nous suivons le temps et les phases lunaires et, selon les besoins, nous nous déplaçons entre les quatre étages thermiques, descendons vers la savane et la mer ou remontons les vallées. ».
Les Arhuacos se considèrent comme les "grands frères" de l'humanité et croient qu'une sagesse et une compréhension mystiques leur sont dévolues. Ils disent qu'ils sont les premiers êtres humains à avoir été créés et les seuls à connaître l'enseignement divin.

### Nabusimake, centre spirituel des Arhuacos
Dans les environs de Valledupar, capitale du département de Cesar, se trouve, à l'ouest, Pueblo Bello, territoire des Arhuacos, d'où l'on peut se rendre à Nabusimake, le centre spirituel de ce peuple. La capitale du territoire des Arhuacos, jadis appelée par les missionnaires San Sebastián de Rábago, est maintenant nommée par les indigènes Nabusimake, ce qui veut dire, dans leur langue : « l'endroit où le Soleil est apparu ».

### Lutte contre le prosélytisme religieux
Les mamos s'opposèrent juridiquement avec succès devant la Cour constitutionnelle à la pratique collective du culte évangélique sur leur territoire. Les dogmes évangéliques interdisent certains rites arhuacos, tels que les confessions auprès des mamos, les offrandes et l'usage du poporo, une sorte de gourde contenant une poudre de coquillages écrasés et de coca qui leur fournit l'énergie nécessaire pour la vie en altitude. Quatre ethnies : les Arhuacos, les Kogi, les Wiwa et les Kankuamos sont connues sous le nom de « communauté du poporo ». Le poporo ne se quitte pas, même pour assister aux réunions dans les ministères, ainsi qu'en donne l'exemple l'assesseur arhuaco du ministre de l'Environnement. Le poporo symbolise aussi la relation sexuelle : il est offert aux jeunes hommes pubères lorsqu'ils commencent à fréquenter les jeunes filles.
Leur vision de l'univers représente pour les Arhuacos leur identité spirituelle et toute substitution de religion, de croyance, affecterait leur organisation traditionnelle, qui est une « organisation politico-religieuse ».
En 1916, les missionnaires capucins s'installent au cœur de la Sierra Nevada où ils cultivent, d'après les Arhuacos, les meilleurs sols. Ils créent un orphelinat où les enfants, enlevés à leurs parents, sont placés et demeurent jusqu'à l'âge de dix-huit ans. Ils ne peuvent donc apprendre ni leur langue ni leurs traditions. Seuls, l'espagnol et la culture de la terre selon les normes occidentales sont enseignés aux jeunes Arhuacos. Des mamos qui pratiquaient leur culte sur les lieux sacrés sont accusés de sorcellerie et massacrés.
En 1980, les Arhuacos évincent de leur territoire les missionnaires capucins qui font peser de graves menaces sur leur langue et leur religion car, les missionnaires, selon les méthodes classiques de l'assistance aux populations dites "sous-développées", tentent d'organiser leur présence sur le territoire des Arhuacos dans la perspective d'une dépendance permanente de ce peuple. Les bâtiments de la mission, après l'expulsion des capucins,  sont occupés par les Arhuacos.

## Économie

### Économie traditionnelle
Les Arhuacos ont décidé de limiter toute nouvelle exposition de leur société traditionnelle au regard des étrangers et, en conséquence, s'opposent à la construction de routes, à tout projet de barrages et de mines ainsi qu'à tout développement menaçant leur territoire, , mais, au fil des années 2010, une cinquantaine d'études en vue d'extractions minières et des projets relatifs à une dizaine de ports jouxtant la montagne sont en gestation.
Ils luttent également contre la construction d'un port industriel destiné à l'exportation de charbon, Porto Brisa, à Dibulla, municipalité du département de La Guajira et n'ont d'autres recours que leurs paroles « à haute valeur symbolique et la résistance non violente ».

### Agriculture
Les Arhuacos, peuple d'agriculteurs, réussissent à préserver leur mode de vie grâce à une résistance acharnée ainsi qu'à leur organisation politique. L'utilisation, dans leur production agricole, de méthodes traditionnelles maintient et assure la conservation de la biodiversité.
Ils cultivent maïs, haricots, choux, citrouilles, salades, pommes de terre et fruits. Leur production de café est destinée à l'exportation.
En 1880, on lit dans le journal des jardins et des vergers, la Belgique horticole, que les Indiens Arhuacos sont d'une « belle race qui sera bientôt éteinte. La nourriture la plus mauvaise leur suffit ; ils travaillent juste assez pour se procurer le nécessaire et pour soutenir leur chétive existence ».
Dans La Colombie économique de René Roger (édition de 1914), on peut lire que les Arhuacos sachant déjà cultiver la terre, il fallait leur procurer « des semences, des outils, des animaux et leur apprendre les nouvelles méthodes de culture » et que la "civilisation" des Arhuacos « serait chose facile si le gouvernement appuyait l'idée d'une colonie agricole formée de vingt-cinq familles de militaires, de deux missionnaires et d'un orphelinat ».

### Artisanat

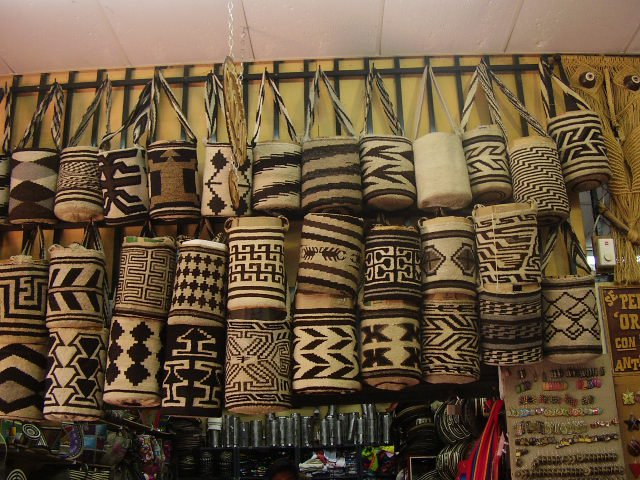
Mochilas arhuacas, sacs arhuacos, un artisanat typique de la Colombie

La fabrication des mochilas (sacs) est l'un des artisanats importants de la Colombie, artisanat devenu un symbole culturel de l'identité colombienne. Dans le Musée d'anthropologie de Barranquilla, une salle est consacrée aux mochilas.
Ces sacs rayés traditionnels, de couleur beige avec des motifs marron, gris et noirs, sont réalisés par les femmes arhuacas qui consacrent une grande partie de leur vie aux travaux de tissage. Elles tissent infatigablement les mochilas avec de la laine de brebis, du coton, ou à partir de la fibre extraite des feuilles de sisal. Elles mettent ensuite ces sacs en réserve, car leur vente servira à faire face à une situation économique difficile. Il est rare que les Arhuacos descendent des hauteurs où ils vivent pour vendre les mochilas au marché. Ainsi, ces sacs, qui se portent en bandoulière et sont inséparables de l'habillement des Arhuacos, atteignent des prix très élevés car leur réalisation est extrêmement raffinée.

## Société
Les Arhuacos sont une des communautés les plus traditionnelles et les plus organisées de la Colombie. Leur « Terre mère doit demeurer intacte, libre d'intérêts étrangers à leur culture. ».
Chacune de leurs activités communautaires est « source d'ordre et d'harmonie ». Dans leur vie familiale, ils observent scrupuleusement les tabous de la parenté.
Le géographe allemand Wilhelm Sievers (1860-1921) effectue, en 1886, un voyage d'études dans la Sierra Nevada de Santa Marta et décrit la vie quotidienne et la culture des Arhuacos dans Los indígenas Arhuacos en la Sierra Nevada de Santa Marta (Arhuaco natives in Santa Marta Sierra Nevada), texte publié dans le Boletín (Bulletin) du Museo del Oro del Banco de la República en 1986.
L'anthropologue et ethnologue colombien Gerardo Reichel-Dolmatoff (1912-1994) a étudié ce peuple d'agriculteurs pendant les années 1940 et 1950.

### Habitat

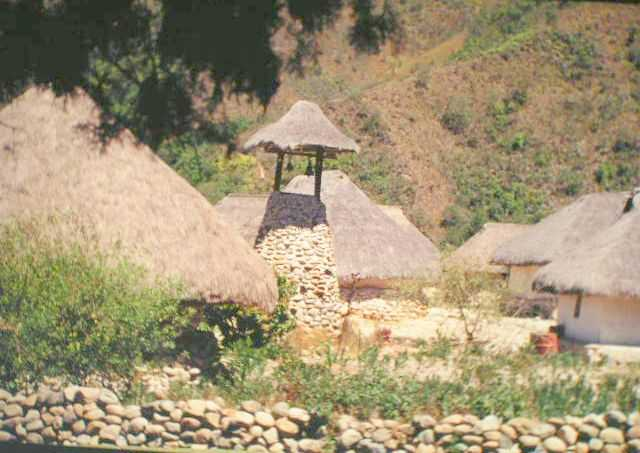
Habitation arhuaco.

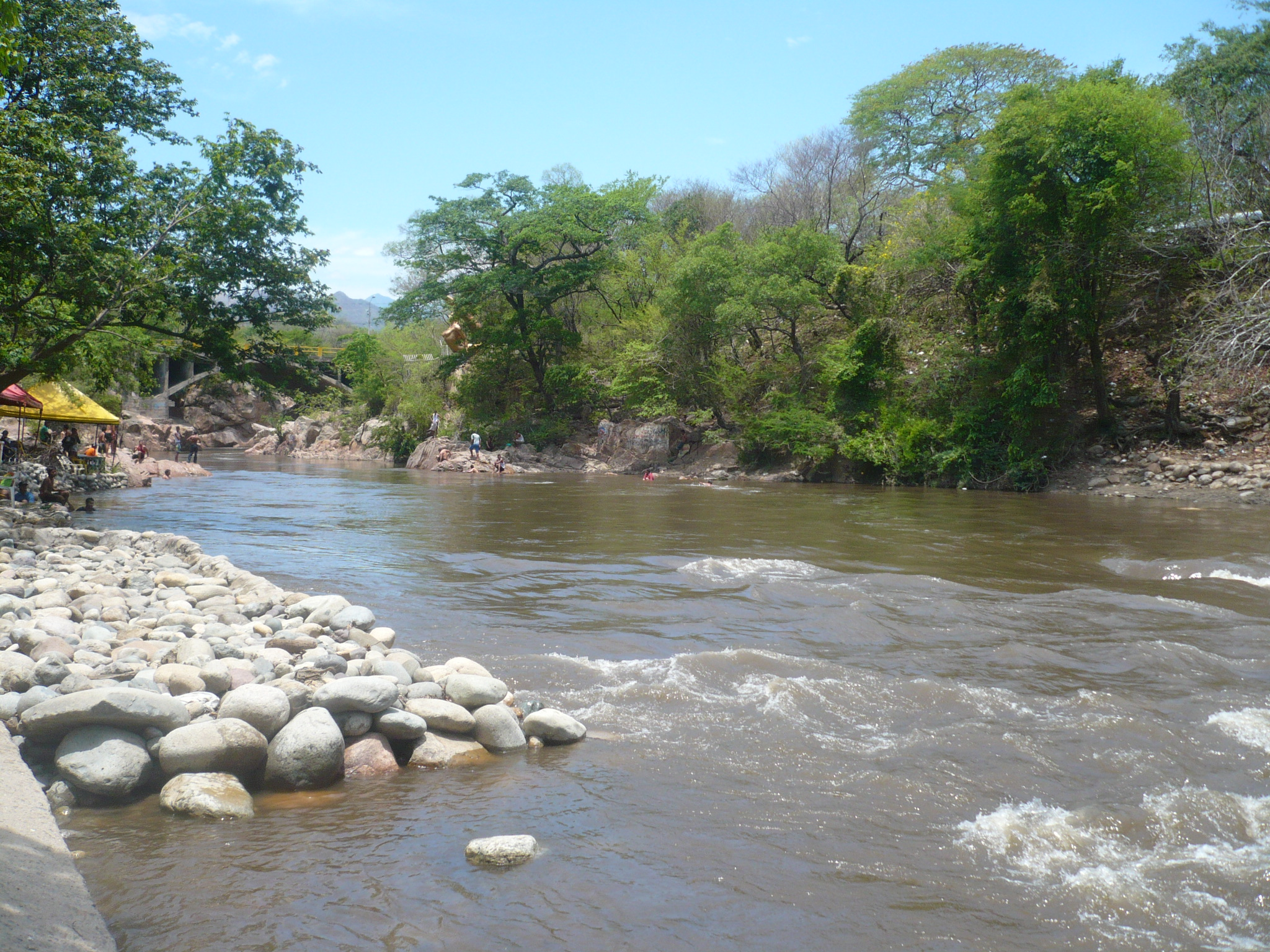
Le río Guatapurí à Valledupar.

Au nombre de 28, les villages arhuacos comportent des maisons construites avec des briques rudimentaires mêlées de paille et séchées au soleil (adobes), couvertes de toits de chaume. Ces modestes maisons manquent d'électricité et la plomberie est rudimentaire et parfois inexistante. Les habitants se lèvent à l'aube pour aller faire leurs ablutions dans l'eau glacée du río Guatapurí.
Les Arhuacos, compte tenu des pentes abruptes des versants de la Sierra Nevada de Santa Marta, vivent dans l'isolement et perpétuent le mode de vie de leurs ancêtres, les Tayronas.

### Coutumes et traditions
Lorsqu'un Arhuaco conçoit un projet ambitieux, il doit consulter la "Terre Mère". Cette cérémonie, débutant par une purification, est dirigée par un mamo dans un lieu sacré où des bancs de pierre sont disposés en demi-cercle pour indiquer qu'une terre vénérable est foulée.
Le mamo psalmodie des sortes d'incantations, telles que « Nous faisons partie de la Terre Mère et elle fait partie de nous : nous vivons tout ce qu'elle vit et elle vit tout ce que nous vivons. Pour nous purifier, nous retrouver en elle, nous devons interroger notre mémoire. » Tout en se plongeant dans leur mémoire, les Arhuacos mâchent des feuilles de coca.

### Musique
Les premières influences proviennent des Arhuacos et des Wayuu ou Guajiros. Dans la zone d'élevage de Valledupar, les Arhuacos chantent les exploits des bouviers, leurs joies, leurs peines et la souffrance des paysans au son d'un tambour appelé caja et d'un « bout de bois hachuré que l'on râpe comme un instrument de percussion », la guacharca.

### Habillement
Les hommes portent le costume traditionnel, le mak'e, composé d'une longue tunique et d'un pantalon en toile blanche, et leur caractéristique chapeau blanc conique, le tutusoma. Les femmes sont vêtues d'une tunique blanche .

### Sépultures

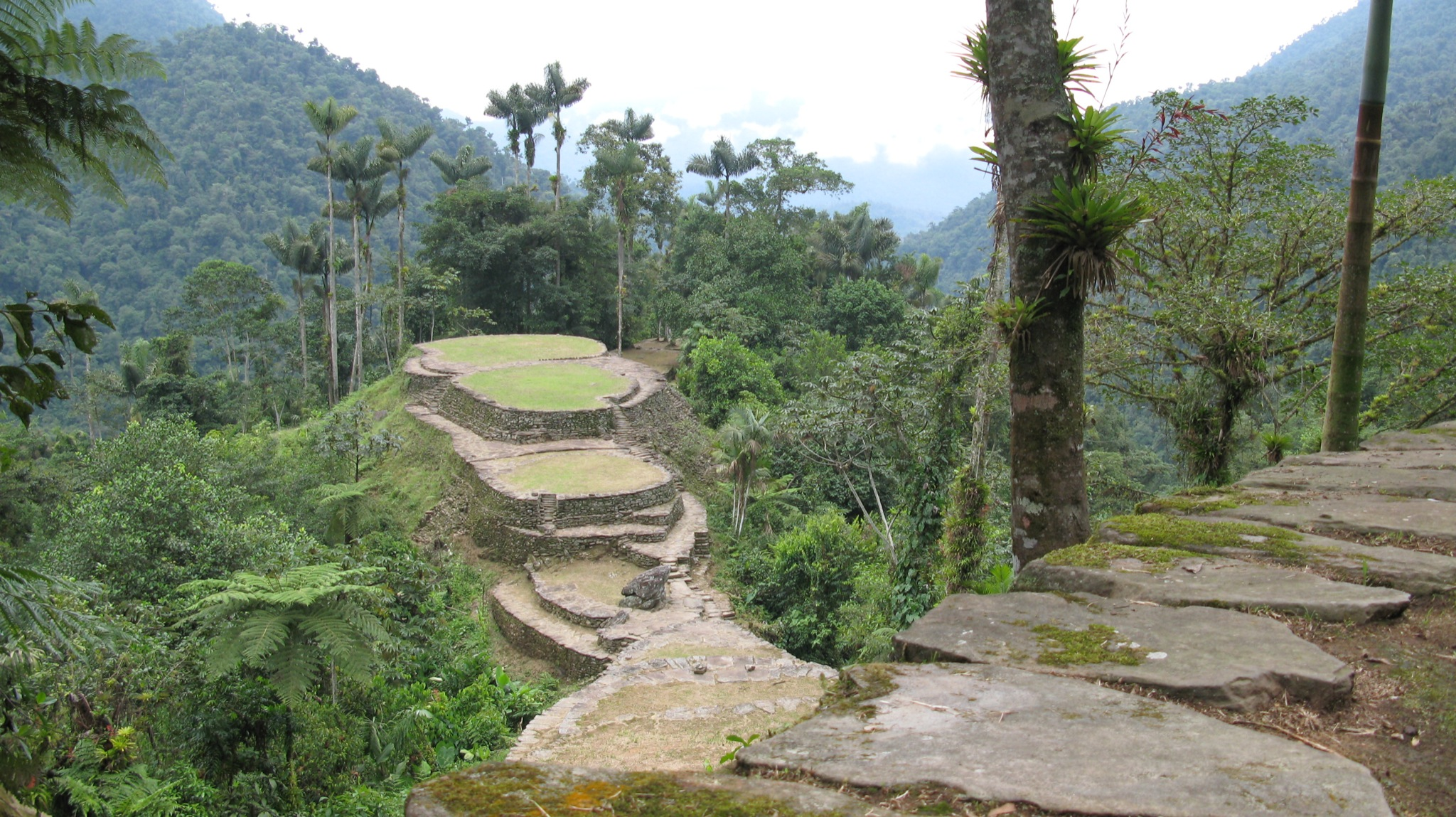
Vue du site de la Ciudad Perdida.

Les Arhuacos définissent ainsi le voyage de l'esprit d'un défunt : son esprit entreprend un long et pénible voyage. Il erre tout d'abord un temps indéterminé dans la montagne, puis finit par en atteindre les hauts plateaux. Afin de le préserver du froid et lui permettre de se distraire, ses proches ont placé dans sa tombe une bouteille d'alcool de canne à sucre. Les Arhuacos s'attendent à ce que les pires malheurs atteignent les profanateurs de sépulcres et fuient les coupables de tels crimes. Ils « ne violent à aucun prix une tombe [...] et ils fuiraient au plus vite s'ils voyaient qu'un civilisé en ouvre une [...]. Ils lui feraient un mauvais parti s'il s'en prenait à une tombe d'un de leurs anciens chefs ».
Au début des années 1970 est évoquée l'existence d'une cité perdue, Ciudad Perdida, bâtie par les Tayronas, et connue des Arhuacos qui conservaient le silence quant à son existence. Des pilleurs de tombes précolombiennes explorent la région et découvrent, en 1975, un « vaste site archéologique sacré, composé de 169 terrasses creusées à flanc de montagne ».
Dans un ouvrage collectif, le Voyage inachevé, publié par l'ORSTOM (actuellement remplacé par l'Institut de recherche pour le développement), on peut lire : « En Colombie, le territoire des Indiens Arhuacos est une vaste métaphore du corps humain ».

### Filmographie
- (en) Ika hands, film documentaire de Robert Gardner, Documentary educational resources, Watertown (Mass.), 2008 (cop. 1988), 58 min (DVD)